# Aphamartania frauenfeldi
Aphamartania frauenfeldi là một loài ruồi trong họ Asilidae. Aphamartania frauenfeldi được Schiner miêu tả năm 1866.